# Marieke Westerhof
Marieke Aleida Westerhof (Denekamp, 14 de agosto de 1974) es una deportista neerlandesa que compitió en remo.
Participó en dos Juegos Olímpicos de Verano, obteniendo una medalla de plata en Sídney 2000, en la prueba de ocho con timonel, y el sexto lugar en Atlanta 1996, en la misma prueba. Ganó una medalla de bronce en el Campeonato Mundial de Remo de 1995.

## Palmarés internacional
| Juegos Olímpicos   | Juegos Olímpicos    | Juegos Olímpicos  | Juegos Olímpicos |
| Año                | Lugar               | Medalla           | Prueba           |
| ------------------ | ------------------- | ----------------- | ---------------- |
| 2000               | Sídney (Australia)  | Medalla de plata  | Ocho con timonel |
| Campeonato Mundial |                     |                   |                  |
| Año                | Lugar               | Medalla           | Prueba           |
| 1995               | Tampere (Finlandia) | Medalla de bronce | Ocho con timonel |